# Névleges részvényes
A névleges részvényes elsősorban az offshore cégek világából ismert, ahol a valódi tulajdonos szeretné elfedni a kilétét. Ebben az esetben a névleges részvényes csak megbízást teljesít és papíron válik a cég tulajdonosává, a cégből eredő jogok és kötelezettségek továbbra is a valódi tulajdonost illetik.
A valódi tulajdonos így titokban tarthatja kilétét, a névleges részvényesnek pedig a bevétel jelenti a hasznot. Minden esetben a névleges részvényes egy előre megírt és aláírt adásvételi szerződést is ad a valódi tulajdonos birtokába biztosítékként, aki ezzel igény szerint bármikor papíron is átveheti a céget.